# High School Musical: Serial
High School Musical: Serial (oryg. High School Musical: The Musical: The Series) – amerykański muzyczny serial telewizyjny z 2019 roku inspirowany serią filmów High School Musical. Twórcą serialu jest Tim Federle. W głównych rolach występują: Olivia Rodrigo, Joshua Bassett, Matt Cornett, Sofia Wylie, Larry Saperstein, Julia Lester, Dara Reneé, Frankie A. Rodriguez, Mark St. Cyr, Kate Reinders, Joe Serafini, Saylor Bell Curda, Adrian Lyles i Liamani Segura.
Pierwszy odcinek High School Musical: Serial zadebiutował 8 listopada 2019 roku na Disney Channel, ABC i Freeform. 12 listopada pojawił się w serwisie Disney+, a kolejne odcinki udostępniane były na tej platformie co tydzień. W październiku 2019 roku zamówiono drugi sezon serialu, który miał premierę w 14 maja 2021 roku. Oba sezony zostały udostępnione 14 czerwca 2022 roku w Polsce, równocześnie ze startem platformy. We wrześniu 2021 roku poinformowano, że powstanie trzeci sezon, który pojawił się 27 lipca 2022 roku. W maju 2022 roku zamówiony został czwarty i zarazem ostatni sezon, który miał premierę 9 sierpnia 2023 roku. High School Musical: Serial spotkał się z pozytywną reakcją krytyków.
20 grudnia 2019 roku na Disney+ pojawił się dokument High School Musical: Serial: Kulisy, natomiast 11 grudnia 2020 roku udostępniono odcinek specjalny High School Musical: Serial: Wydanie Świąteczne. Oba te programy zadebiutowały 14 czerwca 2022 roku w Polsce.

## Streszczenie
W East High School w Salt Lake City w stanie Utah, gdzie kręcono filmy High School Musical, była członkini obsady, panna Jenn, rozpoczyna pracę jako nowa nauczycielka aktorstwa. Postanawia wystawić z uczniami High School Musical, by uczcić związek szkoły z oryginalnym filmem. Uczniowie zaangażowani w musical uczą się relacji międzyludzkich i nawiązywania ze sobą więzi, by pokonywać wyzwania, jakie napotykają w życiu szkolnym i w domu.
W drugim sezonie uczniowie East High wystawiają spektakl Piękna i Bestia, a panna Jenn prowadzi obsadę do wygranej prestiżowego lokalnego konkursu teatralnego dla szkół konkurując z North High.
Trzeci sezon rozgrywa się poza rokiem szkolnym i przedstawia uczniów podczas letniego obozu teatralnego Camp Shallow Lake w Kalifornii. Uczestnicy obozu przygotowują się do wystawienia Krainy Lodu, natomiast Nini wyjeżdża do Los Angeles, aby zrealizować swoje marzenia o karierze muzycznej.

## Obsada
| Polski dubbing |
| - Małgorzata Kozłowska jako Nini Salazar-Roberts - Jędrzej Hycnar jako Ricky Bowen - Mateusz Kmiecik jako E.J. Caswell - Zuzanna Saporznikow jako Gina Porter - Mateusz Jakubiec jako Big Red - Zuzanna Bernat jako Ashlyn Caswell - Zuzanna Lit jako Kourtney Greene - Jakub Szyperski jako Carlos Rodriguez - Marcin Przybylski jako Benjamin Mazzara - Lidia Sadowa jako Jenn - Jan Cięciara jako Seb Matthew-Smith |

### Główna
- Olivia Rodrigo jako Nini Salazar-Roberts[9]
- Joshua Bassett jako Ricky Bowen[9]
- Matt Cornett jako E.J. Caswell[9]
- Sofia Wylie jako Gina Porter[9]
- Larry Saperstein jako Big Red[9]
- Julia Lester jako Ashlyn Caswell[9]
- Dara Reneé jako Kourtney Greene[9]
- Frankie A. Rodriguez jako Carlos Rodriguez[9]
- Mark St. Cyr jako Benjamin Mazzara[10]
- Kate Reinders jako Jenn[9]
- Joe Serafini jako Seb Matthew-Smith[9]
- Saylor Bell Curda jako Maddox[9]
- Adrian Lyles jako Jet[9]
- Liamani Segura jako Emmy[9]

### Drugoplanowa
- Alexis Nelis jako Natalie Bagley[11]
- Nicole Sullivan jako Carol[11]
- Michelle Noh jako Dana[11]
- Jeanne Sakata jako Malou[11]
- Alex Quijano jako Mike Bowen[11]
- Valente Rodriguez jako Gutierrez[11]
- Beth Lacke jako Lynne Bowen[11]
- Derek Hough jako Zack Roy[12]
- Olivia Rose Keegan jako Lily[12]
- Roman Banks jako Howie[12]
- Andrew Barth Feldman jako Antoine[12]
- Kimberly Brooks jako Michelle Greene
- Aria Brooks jako Alex[9]
- Ben Stillwell jako Channing[9]

### Gościnna
- Kaycee Stroh jako Kaycee[11]
- Lucas Grabeel jako on sam[11]
- Asher Angel jako Jack[12]
- Jordan Fisher jako Jamie Porter[13]
- Corbin Bleu jako on sam[14]
- Jason Earles jako Dewey Wood[14]
- Jesse Tyler Ferguson jako Marvin[15]
- Meg Donnelly jako Val[9]
- JoJo Siwa jako Madison[15]

## Emisja
Pierwszy odcinek High School Musical: Serial zadebiutował 8 listopada 2019 roku na Disney Channel, ABC i Freeform. 12 listopada pojawił się on w serwisie Disney+, a kolejne udostępniane były na tej platformie co tydzień. Pierwszy sezon składał się z dziesięciu odcinków, a ostatni odcinek sezonu pokazano 10 stycznia 2020 roku. Drugi, dwunastoodcinkowy sezon pojawił się pomiędzy 14 maja a 30 lipca 2021 roku. Oba sezony zostały udostępnione w Polsce 14 czerwca 2022 roku, równocześnie ze startem Disney+. Trzeci sezon, składający się z ośmiu odcinków zadebiutował pomiędzy 27 lipca a 14 września 2022 roku, także w Polsce. Czwarty i zarazem ostatni sezon serialu, skradający się z 8 odcinków pojawił się w całości 9 sierpnia 2023 roku.
20 grudnia 2019 roku na Disney+ pojawił się dokument High School Musical: Serial: Kulisy (oryg. High School Musical: The Musical: The Series: The Special, natomiast 11 grudnia 2020 roku udostępniono odcinek specjalny High School Musical: Serial: Wydanie Świąteczne (oryg. High School Musical: The Musical: The Holiday Special). Oba te programy zadebiutowały 14 czerwca 2022 roku w Polsce.

### Przegląd sezonów
| Sezon | Sezon | Odcinki | Oryginalna emisja (Stany Zjednoczone) | Oryginalna emisja (Stany Zjednoczone) | Oryginalna emisja (Polska) | Oryginalna emisja (Polska) |
| Sezon | Sezon | Odcinki | Premiera sezonu                       | Finał sezonu                          | Premiera sezonu            | Finał sezonu               |
| ----- | ----- | ------- | ------------------------------------- | ------------------------------------- | -------------------------- | -------------------------- |
|       | 1     | 10      | 8 listopada 2019                      | 10 stycznia 2020                      | 14 czerwca 2022            | 14 czerwca 2022            |
|       | 2     | 12      | 14 maja 2021                          | 30 lipca 2021                         | 14 czerwca 2022            | 14 czerwca 2022            |
|       | 3     | 8       | 27 lipca 2022                         | 14 września 2022                      | 27 lipca 2022              | 14 września 2022           |
|       | 4     | 8       | 9 sierpnia 2023                       | 9 sierpnia 2023                       | 9 sierpnia 2023            | 9 sierpnia 2023            |

## Lista odcinków

### Sezon 1 (2019–2020)
| №  | Nr | Tytuł              | Tytuł polski            | Reżyseria                         | Scenariusz                | Premiera (Disney+) | Premiera w Polsce (Disney+) |
| -- | -- | ------------------ | ----------------------- | --------------------------------- | ------------------------- | ------------------ | --------------------------- |
| 1  | 1  | The Auditions      | Casting                 | Tamra Davis                       | Tim Federle               | 8 listopada 2019   | 14 czerwca 2022             |
| 2  | 2  | The Read-Through   | Pierwsza próba czytania | Tamra Davis                       | Oliver Goldstick          | 15 listopada 2019  | 14 czerwca 2022             |
| 3  | 3  | The Wonderstudies  | Koleżeńska życzliwość   | Tamra Davis                       | Zach Dodes                | 22 listopada 2019  | 14 czerwca 2022             |
| 4  | 4  | Blocking           | Próba na scenie         | Chad Lowe                         | Margee Magee              | 29 listopada 2019  | 14 czerwca 2022             |
| 5  | 5  | Homecoming         | Szkolny bal             | Joanna Kerns                      | Tim Federle               | 6 grudnia 2019     | 14 czerwca 2022             |
| 6  | 6  | What Team?         | Gramy razem?            | Kimberly McCullough, Joanna Kerns | Oliver Goldstick          | 13 grudnia 2019    | 14 czerwca 2022             |
| 7  | 7  | Thanksgiving       | Święto Dziękczynienia   | Kimberly McCullough               | Ann Kim                   | 20 grudnia 2019    | 14 czerwca 2022             |
| 8  | 8  | The Tech Rehearsal | Próba techniczna        | Joanna Kerns                      | Natalia Castells-Esquivel | 27 grudnia 2019    | 14 czerwca 2022             |
| 9  | 9  | Opening Night      | Premiera                | Kabir Akhtar                      | Oliver Goldstick          | 3 stycznia 2020    | 14 czerwca 2022             |
| 10 | 10 | Act Two            | Akt drugi               | Kabir Akhtar                      | Tim Federle               | 10 stycznia 2020   | 14 czerwca 2022             |

### Sezon 2 (2021)
| №  | Nr | Tytuł              | Tytuł polski        | Reżyseria                         | Scenariusz                | Premiera (Disney+) | Premiera w Polsce (Disney+) |
| -- | -- | ------------------ | ------------------- | --------------------------------- | ------------------------- | ------------------ | --------------------------- |
| 11 | 1  | New Year’s Eve     | Sylwester           | Kimberly McCullough               | Tim Federle               | 14 maja 2021       | 14 czerwca 2022             |
| 12 | 2  | Typecasting        | Obsada po warunkach | Kimberly McCullough               | Ann Kim                   | 21 maja 2021       | 14 czerwca 2022             |
| 13 | 3  | Valentine’s Day    | Walentynki          | Paul Hoen                         | Zach Dodes                | 28 maja 2021       | 14 czerwca 2022             |
| 14 | 4  | The Storm          | Burza               | Paul Hoen                         | Ritza Bloom               | 4 czerwca 2021     | 14 czerwca 2022             |
| 15 | 5  | The Quinceañero    | Quinceañero         | Kimberly McCullough               | Emilia Serrano            | 11 czerwca 2021    | 14 czerwca 2022             |
| 16 | 6  | Yes, And           | Tak, i...           | Kimberly McCullough               | Ilana Wolpert             | 18 czerwca 2021    | 14 czerwca 2022             |
| 17 | 7  | The Field Trip     | Wycieczka           | Paul Hoen                         | Carrie Rosen              | 25 czerwca 2021    | 14 czerwca 2022             |
| 18 | 8  | Most Likely To     | Najprowdopodobniej  | Paul Hoen                         | Nneka Gerstle             | 2 lipca 2021       | 14 czerwca 2022             |
| 19 | 9  | Spring Break       | Ferie wiosenne      | Brent Geisler                     | Natalia Castells-Esquivel | 9 lipca 2021       | 14 czerwca 2022             |
| 20 | 10 | The Transformation | Przemiana           | Joanna Kerns                      | Jessica Leventhal         | 16 lipca 2021      | 14 czerwca 2022             |
| 21 | 11 | Showtime           | Czas na show        | Joanna Kerns                      | Zach Dodes                | 23 lipca 2021      | 14 czerwca 2022             |
| 22 | 12 | Second Chances     | Drugie szanse       | Kimberly McCullough, Joanna Kerns | Zach Dodes, Tim Federle   | 30 lipca 2021      | 14 czerwca 2022             |

### Sezon 3 (2022)
| №  | Nr | Tytuł                            | Tytuł polski          | Reżyseria           | Scenariusz                | Premiera (Disney+) | Premiera w Polsce (Disney+) |
| -- | -- | -------------------------------- | --------------------- | ------------------- | ------------------------- | ------------------ | --------------------------- |
| 23 | 1  | Happy Campers                    | Lato marzeń           | Kimberly McCullough | Zach Dodes                | 27 lipca 2022      | 27 lipca 2022               |
| 24 | 2  | Into the Unknown                 | W nieznane            | Kimberly McCullough | Ilana Wolpert             | 3 sierpnia 2022    | 3 sierpnia 2022             |
| 25 | 3  | The Woman In The Woods           | Kobieta z lasu        | Angela Tortu        | Natalia Castells-Esquivel | 10 sierpnia 2022   | 10 sierpnia 2022            |
| 26 | 4  | No Drama                         | Zero dramy            | Angela Tortu        | Nneka Gerstle             | 17 sierpnia 2022   | 17 sierpnia 2022            |
| 27 | 5  | The Real Campers of Shallow Lake | Operacja Shallow Lake | Ann Marie Pace      | Jessica Leventhal         | 24 sierpnia 2022   | 24 sierpnia 2022            |
| 28 | 6  | Color War                        | Wojna kolorów         | Christine Lakin     | Chandler Turk             | 31 sierpnia 2022   | 31 sierpnia 2022            |
| 29 | 7  | Camp Prom                        | Bal                   | Kimberly McCullough | Zach Dodes                | 7 września 2022    | 7 września 2022             |
| 30 | 8  | Let It Go                        | Mam tę moc            | Kimberly McCullough | Tim Federle               | 14 września 2022   | 14 września 2022            |

### Sezon 4 (2023)
| № | Nr | Tytuł                 | Tytuł polski              | Reżyseria           | Scenariusz                | Premiera (Disney+) | Premiera w Polsce (Disney+) |
| - | -- | --------------------- | ------------------------- | ------------------- | ------------------------- | ------------------ | --------------------------- |
| 1 | 1  | High School Musical 4 | High School Musical 4     | Hisham Abed         | Tim Federle               | 9 sierpnia 2023    | 9 sierpnia 2023             |
| 2 | 2  | HSM v. HSM            | HSM kontra HSM            | Kimberly McCullough | Ilana Wolpert             | 9 sierpnia 2023    | 9 sierpnia 2023             |
| 3 | 3  | A Star Is Reborn      | Narodziny gwiazdy         | Kimberly McCullough | Ann Kim                   | 9 sierpnia 2023    | 9 sierpnia 2023             |
| 4 | 4  | Trick or Treat        | Cukierek albo psikus      | Ann Marie Pace      | Elisabeth Kiernan Averick | 9 sierpnia 2023    | 9 sierpnia 2023             |
| 5 | 5  | Admissions            | Wyznania                  | Ann Marie Pace      | Nneka Gerstle             | 9 sierpnia 2023    | 9 sierpnia 2023             |
| 6 | 6  | Trust the Process     | Uwierz w proces           | Kimberly McCullough | Chandler Turk             | 9 sierpnia 2023    | 9 sierpnia 2023             |
| 7 | 7  | The Night of Nights   | Pamiętny wieczór          | Kimberly McCullough | Zach Dodes                | 9 sierpnia 2023    | 9 sierpnia 2023             |
| 8 | 8  | Born to Be Brave      | Do odważnych świat należy | Tim Federle         | Tim Federle               | 9 sierpnia 2023    | 9 sierpnia 2023             |

### Specjalne
| Nr | Tytuł                                                     | Tytuł polski                                    | Reżyseria        | Premiera (Disney+) | Premiera w Polsce (Disney+) |
| -- | --------------------------------------------------------- | ----------------------------------------------- | ---------------- | ------------------ | --------------------------- |
| 1  | High School Musical: The Musical: The Series: The Special | High School Musical: Serial: Kulisy             | Clayton Cogswell | 20 grudnia 2019    | 14 czerwca 2022             |
| 2  | High School Musical: The Musical: The Holiday Special     | High School Musical: Serial: Wydanie Świąteczne | Tim Federle      | 11 grudnia 2020    | 14 czerwca 2022             |

## Produkcja

### Rozwój projektu
W listopadzie 2017 roku poinformowano, że Disney przygotowuje serial telewizyjny na podstawie serii filmów High School Musical dla serwisu Disney+. Tim Federle zajął się zaadaptowaniem pomysłu na serial. W maju 2018 roku poinformowano, że Federle będzie scenarzystą i producentem wykonawczym serialu. We wrześniu oficjalnie zamówiono pierwszy, dziesięcioodcinkowy sezon serialu. Oliver Goldstick został wybrany na showrunnera, a Julie Ashton miała nadzorować proces castingu. W maju 2019 roku Goldstick zrezygnował z pracy nad serialem.
W październiku 2019 roku zamówiono drugi sezon serialu. We wrześniu 2021 roku poinformowano, że powstanie trzeci sezon, a w maju 2022 roku Disney+ zamówiło czwarty sezon. W czerwcu 2023 roku poinformowano o zakończeniu serialu po czterech sezonach.

### Casting
W październiku 2018 roku ujawniono, że Joshua Bassett zagra jedną z głównych ról. W lutym 2019 roku do obsady dołączyli: Sofia Wylie, Kate Reinders, Olivia Rodrigo, Matt Cornett, Dara Reneé, Julia Lester, Frankie Rodriguez, Larry Saperstein i Mark St. Cyr.
W grudniu 2019 roku poinformowano, że Joe Serafini zostanie awansowany do głównej obsady w drugim sezonie. W marcu 2020 roku do obsady drugiego sezonu dołączyli: Roman Banks, Olivia Rose Keegan i Derek Hough. W lutym 2021 roku ujawniono, że w serialu wystąpią Andrew Barth Feldman i Asher Angel.
W styczniu 2022 roku poinformowano, że Bassett, Cornett, Wylie, Lester, Reneé i Rodriguez powrócą w głównej obsadzie trzeciego sezonu, a dołączą do nich Saylor Bell Curda i Adrian Lyles. Ponadto wyjawiono, że gościnnie wystąpią Corbin Bleu, Jason Earles i Meg Donnelly. W marcu poinformowano, że rola Rodrigo w trzecim sezonie będzie ograniczona do drugoplanowej. W tym samym miesiącu do obsady dołączyli: Ben Stillwell, Aria Brooks i Liamani Segura. W maju poinformowano, że Saperstein, Reinders, Serafini i Keegan powrócą w gościnnych rolach. Wyjawiono również, że Mark St. Cyr nie zagra w trzecim sezonie. W czerwcu poinformowano, że JoJo Siwa i Jesse Tyler Ferguson wystąpią gościnnie w serialu. W lipcu ogłoszono, że Rodrigo nie powróci w czwartym sezonie.

## Muzyka
W czerwcu 2019 roku poinformowano, że Gabriel Mann skomponuje muzykę do serialu. Album z muzyką z pierwszego sezonu, High School Musical: The Musical: The Series: The Soundtrack, został wydany 10 stycznia 2020 roku przez Walt Disney Records. Muzyka z drugiego sezonu, High School Musical: The Musical: The Series: The Soundtrack: Season 2, pojawiła się 30 lipca 2021 roku. Ponadto 20 listopada 2020 roku został wydany album z muzyką do świątecznego odcinka specjalnego, High School Musical: The Musical: The Holiday Special: The Soundtrack.
| High School Musical: The Musical: The Series: The Soundtrack – 2020 | High School Musical: The Musical: The Series: The Soundtrack – 2020 | High School Musical: The Musical: The Series: The Soundtrack – 2020 | High School Musical: The Musical: The Series: The Soundtrack – 2020 |
| Nr                                                                  | Tytuł utworu                                                        | Wykonawca                                                           | Długość                                                             |
| ------------------------------------------------------------------- | ------------------------------------------------------------------- | ------------------------------------------------------------------- | ------------------------------------------------------------------- |
| 1.                                                                  | „I Think I Kinda, You Know (Nini Version)”                          | Olivia Rodrigo                                                      | 1:16                                                                |
| 2.                                                                  | „Start of Something New (Nini Version)”                             | Olivia Rodrigo                                                      | 1:41                                                                |
| 3.                                                                  | „I Think I Kinda, You Know (Ricky Version)”                         | Joshua Bassett                                                      | 1:57                                                                |
| 4.                                                                  | „Start of Something New (E.J. Version)”                             | Matt Cornett                                                        | 0:36                                                                |
| 5.                                                                  | „Start of Something New (Gina Version)”                             | Sofia Wylie                                                         | 1:18                                                                |
| 6.                                                                  | „I Think I Kinda, You Know (Duet)”                                  | Olivia Rodrigo, Joshua Bassett                                      | 2:52                                                                |
| 7.                                                                  | „Wondering”                                                         | Olivia Rodrigo, Julia Lester                                        | 3:45                                                                |
| 8.                                                                  | „Wondering (Ashlyn & Nini Piano Version)”                           | Olivia Rodrigo, Julia Lester                                        | 2:30                                                                |
| 9.                                                                  | „Stick to the Status Quo (Rehearsal)”                               | obsada serialu                                                      | 0:43                                                                |
| 10.                                                                 | „A Billion Sorrys”                                                  | Matt Cornett                                                        | 1:48                                                                |
| 11.                                                                 | „What I’ve Been Looking For (Nini & E.J. Version)”                  | Olivia Rodrigo, Matt Cornett                                        | 2:05                                                                |
| 12.                                                                 | „All I Want”                                                        | Olivia Rodrigo                                                      | 2:57                                                                |
| 13.                                                                 | „Bop to the Top (Nini & Kourtney Version)”                          | Olivia Rodrigo, Dara Reneé                                          | 0:35                                                                |
| 14.                                                                 | „Born to Be Brave”                                                  | obsada serialu                                                      | 3:09                                                                |
| 15.                                                                 | „When There Was Me and You (Ricky Version)”                         | Joshua Bassett                                                      | 1:38                                                                |
| 16.                                                                 | „Truth, Justice and Songs in Our Key”                               | obsada serialu                                                      | 2:17                                                                |
| 17.                                                                 | „Out of the Old”                                                    | Olivia Rodrigo                                                      | 2:48                                                                |
| 18.                                                                 | „Role of a Lifetime”                                                | Kate Reinders, Lucas Grabeel                                        | 3:07                                                                |
| 19.                                                                 | „Get’cha Head in the Game”                                          | obsada serialu                                                      | 2:21                                                                |
| 20.                                                                 | „Stick to the Status Quo (Performance)”                             | obsada serialu                                                      | 1:57                                                                |
| 21.                                                                 | „Just for a Moment”                                                 | Olivia Rodrigo, Joshua Bassett                                      | 3:17                                                                |
| 22.                                                                 | „Breaking Free (Nini, Ricky & E.J. Version)”                        | Olivia Rodrigo, Joshua Bassett, Matt Cornett                        | 2:36                                                                |
| 23.                                                                 | „We’re All in This Together”                                        | obsada serialu                                                      | 3:52                                                                |
| 24.                                                                 | „We’re All in This Together (Curtain Call)”                         | obsada serialu                                                      | 2:26                                                                |
| 25.                                                                 | „I Think I Kinda, You Know (Acoustic Video Version)”                | obsada serialu                                                      | 2:48                                                                |
| 26.                                                                 | „Wondering (Acoustic Video Version)”                                | obsada serialu                                                      | 3:42                                                                |
| 27.                                                                 | „Born to Be Brave (Acoustic Video Version)”                         | obsada serialu                                                      | 3:24                                                                |
| 28.                                                                 | „We’re All in This Together (Acoustic Video Version)”               | obsada serialu                                                      | 3:51                                                                |
| 29.                                                                 | „The Medley, The Mashup”                                            | obsada serialu                                                      | 2:53                                                                |
| 30.                                                                 | „We’re All in This Together (Wildcat Chant)”                        | obsada serialu                                                      | 0:35                                                                |
| 31.                                                                 | „Bop to the Top (Instrumental)”                                     |                                                                     | 1:36                                                                |
| 32.                                                                 | „Stick to the Status Quo (Instrumental)”                            |                                                                     | 0:33                                                                |
| 33.                                                                 | „I Think I Kinda, You Know (Instrumental)”                          |                                                                     | 2:52                                                                |
| 34.                                                                 | „Wondering (Instrumental)”                                          |                                                                     | 3:44                                                                |
| 35.                                                                 | „A Billion Sorrys (Instrumental)”                                   |                                                                     | 1:48                                                                |
| 36.                                                                 | „All I Want (Instrumental)”                                         |                                                                     | 2:56                                                                |
| 37.                                                                 | „Born to Be Brave (Instrumental)”                                   |                                                                     | 3:09                                                                |
| 38.                                                                 | „Truth, Justice and Songs in Our Key (Instrumental)”                |                                                                     | 2:16                                                                |
| 39.                                                                 | „Out of the Old (Instrumental)”                                     |                                                                     | 2:48                                                                |
| 40.                                                                 | „Role of a Lifetime (Instrumental)”                                 |                                                                     | 3:07                                                                |
| 41.                                                                 | „Just for a Moment (Instrumental)”                                  |                                                                     | 3:18                                                                |
|                                                                     |                                                                     |                                                                     | 1:38:51                                                             |

| High School Musical: The Musical: The Series: The Soundtrack: Season 2 – 2021 | High School Musical: The Musical: The Series: The Soundtrack: Season 2 – 2021 | High School Musical: The Musical: The Series: The Soundtrack: Season 2 – 2021 | High School Musical: The Musical: The Series: The Soundtrack: Season 2 – 2021 |
| Nr                                                                            | Tytuł utworu                                                                  | Wykonawca                                                                     | Długość                                                                       |
| ----------------------------------------------------------------------------- | ----------------------------------------------------------------------------- | ----------------------------------------------------------------------------- | ----------------------------------------------------------------------------- |
| 1.                                                                            | „Something in the Air”                                                        | obsada serialu                                                                | 3:16                                                                          |
| 2.                                                                            | „The Perfect Gift”                                                            | Joshua Bassett                                                                | 2:40                                                                          |
| 3.                                                                            | „Bet On It”                                                                   | Joshua Bassett                                                                | 3:04                                                                          |
| 4.                                                                            | „High School Musical 2 Medley”                                                | obsada serialu                                                                | 2:28                                                                          |
| 5.                                                                            | „Belle”                                                                       | obsada serialu                                                                | 3:04                                                                          |
| 6.                                                                            | „1-2-3”                                                                       | Julia Lester, Dara Reneé, Sofia Wylie                                         | 2:15                                                                          |
| 7.                                                                            | „YAC Alma Mater (Glee Club Version)”                                          | Gabriel Mann                                                                  | 1:02                                                                          |
| 8.                                                                            | „YAC Alma Mater (Nini Version)”                                               | Olivia Rodrigo                                                                | 0:59                                                                          |
| 9.                                                                            | „Beauty & the Beast”                                                          | Dara Reneé                                                                    | 2:24                                                                          |
| 10.                                                                           | „The Best Part”                                                               | Olivia Rodrigo                                                                | 1:47                                                                          |
| 11.                                                                           | „Even When”                                                                   | Joshua Bassett                                                                | 1:47                                                                          |
| 12.                                                                           | „Even When/The Best Part”                                                     | Olivia Rodrigo, Joshua Bassett                                                | 1:46                                                                          |
| 13.                                                                           | „Red Means Love”                                                              | Larry Saperstein, Julia Lester                                                | 2:09                                                                          |
| 14.                                                                           | „Granted”                                                                     | Olivia Rodrigo                                                                | 2:34                                                                          |
| 15.                                                                           | „A Dancer’s Heart”                                                            | Sofia Wylie                                                                   | 2:32                                                                          |
| 16.                                                                           | „The Climb”                                                                   | Joe Serafini                                                                  | 3:34                                                                          |
| 17.                                                                           | „Home”                                                                        | Julia Lester                                                                  | 3:47                                                                          |
| 18.                                                                           | „The Rose Song”                                                               | Olivia Rodrigo                                                                | 2:54                                                                          |
| 19.                                                                           | „Around You”                                                                  | Kate Reinders, Derek Hough                                                    | 2:52                                                                          |
| 20.                                                                           | „The Mob Song”                                                                | obsada serialu                                                                | 2:30                                                                          |
| 21.                                                                           | „Gaston”                                                                      | obsada serialu                                                                | 2:01                                                                          |
| 22.                                                                           | „If I Can’t Love Her”                                                         | Roman Banks                                                                   | 3:47                                                                          |
| 23.                                                                           | „You Ain’t Seen Nothin’”                                                      | obsada serialu                                                                | 2:37                                                                          |
| 24.                                                                           | „Let You Go”                                                                  | Joshua Bassett                                                                | 3:08                                                                          |
| 25.                                                                           | „In a Heartbeat”                                                              | Frankie Rodriguez, Joshua Bassett)                                            | 3:01                                                                          |
| 26.                                                                           | „Be Our Guest”                                                                | obsada serialu                                                                | 2:42                                                                          |
| 27.                                                                           | „Something There”                                                             | obsada serialu                                                                | 1:49                                                                          |
| 28.                                                                           | „Second Chance”                                                               | obsada serialu                                                                | 2:35                                                                          |
| 29.                                                                           | „Home”                                                                        | Olivia Rose Keegan                                                            | 2:00                                                                          |
|                                                                               |                                                                               |                                                                               | 1:13:04                                                                       |

| High School Musical: The Musical: The Holiday Special: The Soundtrack – 2020 | High School Musical: The Musical: The Holiday Special: The Soundtrack – 2020 | High School Musical: The Musical: The Holiday Special: The Soundtrack – 2020 | High School Musical: The Musical: The Holiday Special: The Soundtrack – 2020 |
| Nr                                                                           | Tytuł utworu                                                                 | Wykonawca                                                                    | Długość                                                                      |
| ---------------------------------------------------------------------------- | ---------------------------------------------------------------------------- | ---------------------------------------------------------------------------- | ---------------------------------------------------------------------------- |
| 1.                                                                           | „This Christmas (Hang All The Mistletoe)”                                    | Sofia Wylie                                                                  | 2:40                                                                         |
| 2.                                                                           | „The Perfect Gift”                                                           | Joshua Bassett                                                               | 2:40                                                                         |
| 3.                                                                           | „Feliz Navidad”                                                              | Frankie Rodriguez, Joe Serafini                                              | 2:47                                                                         |
| 4.                                                                           | „The Hanukkah Medley”                                                        | Julia Lester                                                                 | 2:16                                                                         |
| 5.                                                                           | „Last Christmas”                                                             | Matt Cornett                                                                 | 2:58                                                                         |
| 6.                                                                           | „White Christmas”                                                            | Larry Saperstein                                                             | 2:03                                                                         |
| 7.                                                                           | „Little Saint Nick”                                                          | Joshua Bassett, Matt Cornett                                                 | 1:42                                                                         |
| 8.                                                                           | „Believe”                                                                    | Dara Reneé                                                                   | 3:43                                                                         |
| 9.                                                                           | „What Are You Doing New Year’s Eve”                                          | Kate Reinders, Mark St. Cyr                                                  | 2:29                                                                         |
| 10.                                                                          | „River”                                                                      | Olivia Rodrigo                                                               | 3:22                                                                         |
| 11.                                                                          | „Something In The Air”                                                       | obsada serialu                                                               | 3:16                                                                         |
| 12.                                                                          | „That’s Christmas To Me”                                                     | Frankie Rodriguez, Kate Reinders, Julia Lester, Joe Serafini                 | 2:14                                                                         |
| 13.                                                                          | „Christmas (Baby Please Come Home)”                                          | Dara Reneé                                                                   | 2:18                                                                         |
|                                                                              |                                                                              |                                                                              | 34:28                                                                        |

## Odbiór

### Krytyka w mediach
Serial spotkał się z pozytywną reakcją krytyków. W serwisie Rotten Tomatoes 75% z 32 recenzji sezonu pierwszego uznano za pozytywne, a średnia ocen wystawionych na ich podstawie wyniosła 7,4/10. W przypadku drugiego sezonu 75% z 8 recenzji uznano za pozytywne ze średnią ocen 7,5/10. Na portalu Metacritic średnia ważona ocen z 16 recenzji pierwszego sezonu wyniosła 64 punkty na 100.

### Nagrody i nominacje
| Rok  | Ceremonia                              | Kategoria                                                                  | Nominowani                         | Rezultat  | Przypis |
| ---- | -------------------------------------- | -------------------------------------------------------------------------- | ---------------------------------- | --------- | ------- |
| 2020 | Kids’ Choice Awards                    | Ulubiony aktor telewizyjny                                                 | Joshua Bassett                     | Nominacja | [ 51 ]  |
| 2020 | GLAAD Media Awards                     | Najlepszy telewizyjny program familijny                                    | High School Musical: Serial        | Wygrana   | [ 52 ]  |
| 2021 | Amerykańska Gildia Reżyserów Filmowych | Najlepsze osiągnięcie reżyserskie w programie skierowanym do młodego widza | Kabir Akhtar za odcinek „Premiera” | Nominacja | [ 53 ]  |
| 2021 | Kids’ Choice Awards                    | Ulubiony serial dla dzieci                                                 | High School Musical: Serial        | Nominacja | [ 54 ]  |
| 2021 | Kids’ Choice Awards                    | Ulubiony aktor telewizyjny                                                 | Joshua Bassett                     | Nominacja | [ 54 ]  |
| 2021 | Kids’ Choice Awards                    | Ulubiona aktorka telewizyjna                                               | Sofia Wylie                        | Nominacja | [ 54 ]  |
| 2022 | Kids’ Choice Awards                    | Ulubiony serial dla dzieci                                                 | High School Musical: Serial        | Wygrana   | [ 55 ]  |
| 2022 | Kids’ Choice Awards                    | Ulubiony aktor telewizyjny                                                 | Joshua Bassett                     | Wygrana   | [ 55 ]  |
| 2022 | Kids’ Choice Awards                    | Ulubiona aktorka telewizyjna                                               | Sofia Wylie                        | Nominacja | [ 55 ]  |
| 2022 | Kids’ Choice Awards                    | Ulubiona aktorka telewizyjna                                               | Olivia Rodrigo                     | Wygrana   | [ 55 ]  |
| 2022 | GLAAD Media Awards                     | Najlepszy nowy serial telewizyjny                                          | High School Musical: Serial        | Nominacja | [ 56 ]  |